# Dharmakírti
Dharmakírti (7. század környéke) indiai buddhista tudós. Az indiai filozófiai logika egyik buddhista alapítója, a buddhista atomizmus fő alakja, amely szerint egyedül az ideiglenes tudatállapotok nevezhetők létező dolgoknak.
Dharmakírti Szmátrán született a 7. század környékén, és az indonéz Szailendra dinasztia egyik hercege volt. Elismert tudós és költő lett belőle hazájában, majd elköltözött Indiába, ahol a nevezetes Nálanda egyetem tanára lett. A buddhista logika úttörőjének számító Dignága elméletét értelmezte újra és ebből építette ki sajátját. Dharmakírti művei alapvető fontosságúvá váltak Tibetben, ahol a szerzetesek alaptanításai közé tartoznak a mai napig.

## Filozófiája
Dharmakírti saját filozófiáját Dignága műveihez fűzött szövegmagyarázataiba rejtette. Újan újításokat tartalmaztak művei, mint például bizonyítékok Buddha szavainak autoritására. Rég óta nincs egyetértés az indiai és a tibeti doxográfusok körében azzal kapcsolatban, hogy hova sorolják Dharmakírti filozófiáját. A tibeti buddhizmus gelug iskolája szerint Dharmakírti jógácsára nézeteket vallott, a többi iskola többsége szerint szautrántika nézeteket, illetve egy tibeti forrás szerint több közismert indiai madhjamaka tudós szerint madhjamaka nézeteket vallott.

### Tudatfolyam
Dharmakírti a tudatfolyamról írt értekezésének a címe Más tudatfolyamok alátámasztása (Szamtánántarasziddhi). Dharmakírti egyik tanítványa, Ratnakírti (7-8. század) tovább finomította ezt a témát. A művének címe: Más tudatfolyamok cáfolata (Saṃtãnãntaradusana). Nem cáfolta a Szamtánántarasziddhi állításait, hanem továbbfejlesztette az empirikusságát.

Dharmakírti úgy vélte, hogy a tudatfolyam kezdet nélküli, amely azonban időleges szekvenciákból tevődik össze.

## Művei
- A Hét értekezés az érvényes ismeretről:
  - Saṃbandhaparikṣhāvrtti (Kapcsolatok elemzése)
  - Pramāṇaviniścaya (Az érvényes ismeret megállapítása)
  - Pramāṇavārttikakārika (Szövegmagyarázat Dignága 'Az érvényes ismeret megállapítása' művéhez)
  - Nyāyabinduprakaraṇa (Érvelés elejtése)
  - Hetubindunāmaprakaraṇa (Érvek elejtése)
  - Saṃtānāntarasiddhināmaprakaraṇa (Mások kontinuumainak bizonyítéka)
  - Vādanyāyanāmaprakaraṇa (Érvelés a vitákban)